# Thysanotus juncifolius
Thysanotus juncifolius är en sparrisväxtart som först beskrevs av Richard Anthony Salisbury, och fick sitt nu gällande namn av James Hamlyn Willis och Arthur Bertram Court. Thysanotus juncifolius ingår i släktet Thysanotus och familjen sparrisväxter. Inga underarter finns listade i Catalogue of Life.

## Bildgalleri

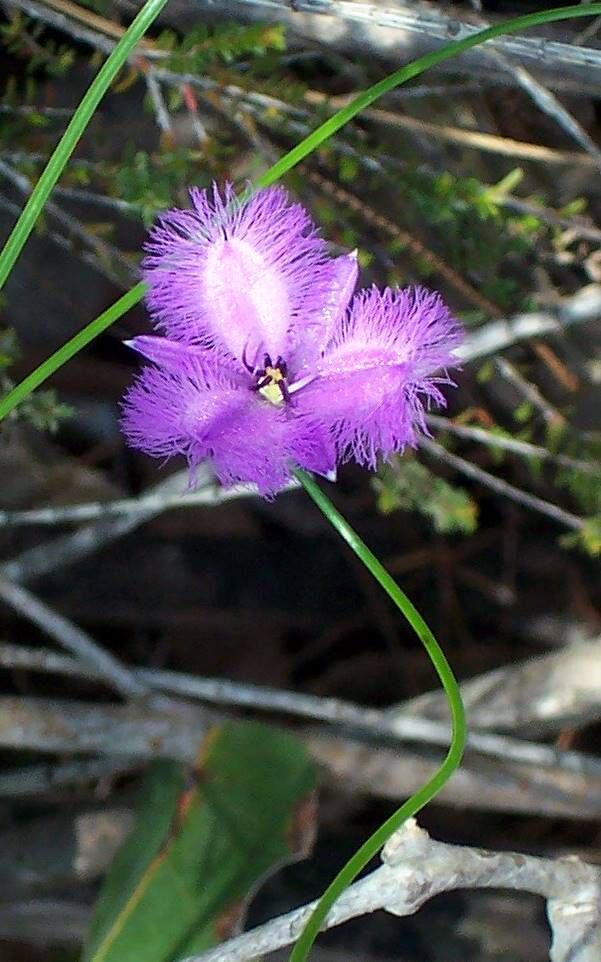